# Kiimaluoto (ö i Satakunta)
Kiimaluoto är en ö i Finland. Den ligger i sjön Valkjärvi och i kommunen Siikais i den ekonomiska regionen  Norra Satakunta ekonomiska region  och landskapet Satakunta, i den sydvästra delen av landet, 230 km nordväst om huvudstaden Helsingfors. Öns area är 0,5 hektar och dess största längd är 180 meter i sydöst-nordvästlig riktning.